# Banderole
 Denne artikel bør gennemlæses af en person med fagkendskab for at sikre den faglige korrekthed.

En banderole (fr. banderole it. banderola, diminutiv af bandiera 'banner, fane') er en papirstrimmel eller et lille banner eller fane.

## Militær
Inden for militæret er en banderole en mastevimpel, en lansefane eller den snor med kvaster, i hvilken hornblæseren bærer hornet hængt over skulderen.

## Reklame
Der kan i reklameøjemed være en banderole omkring forskellige varer som bøger, cigarer og strikkegarn, der nærmere beskriver eller anpriser varen.

## Beskatning
En banderoleskat er en form for
beskatning, der består i anvendelsen af et
stempelpligtigt omslag. Skatten har været anvendt til
forbrugsbeskatning for tobak, tændstikker, vin og spiritus og
enkelte andre varer. Sælgeren af disse skal da
købe banderolerne hos de offentlige myndigheder
og anvende dem på forskriftsmæssig måde ved
salg af de beskattede varer. Prisen for disse
indeslutter da også skatten. 

## "Talebobler"
Banderole kaldes det flagrende bånd, der findes
anbragt over og på figurer i Middelalderens og
16. århundredes kunstværker for at forklare disse
figurers betydning.
- Banderoler
- Løven holder en banderole
- Signalhorn med banderole
- De "flagrende bånd" er her banderolerne
- "Flagrende bånd"